# Adrian Carton de Wiart
El tinent general Sir Adrian Paul Ghislain Carton de Wiart VC KBE CB CMG DSO (5 de maig de 1880 - 5 de juny de 1963) va ser un oficial de l'exèrcit britànic d'ascendència belga i irlandesa. Va ser guardonat amb la Creu Victòria, la més alta condecoració militar atorgada pel valor "davant de l'enemic" en diversos països de la Commonwealth. Va servir a la Guerra Bòer, la Primera Guerra Mundial i la Segona Guerra Mundial. Li van disparar a la cara, al cap, l'estómac, el turmell, la cama, el maluc i l'orella, va sobreviure a dos accidents d'avió, es va escapar d'un camp de presoners de guerra i es va arrencar els seus propis dits quan un metge es va negar a amputar-los-hi. Descrivint les seves experiències a la Primera Guerra Mundial, va escriure: "Francament, he gaudit de la guerra"
Després de tornar a casa del servei (inclòs un període de presoner de guerra) a la Segona Guerra Mundial, va ser enviat a la Xina com a representant personal de Winston Churchill. De camí, va assistir a la Conferència del Caire.
A les seves memòries, Carton de Wiart va escriure: "Els governs poden pensar i dir el que vulguin, però no es pot eliminar la força i és l'únic poder real i incontestable. Ens expliquen que la ploma és més poderosa que l'espasa, però sé quina d'aquestes armes preferiria". Es creu que Carton de Wiart va ser el model en el qual es va basar Evelyn Waugh per al personatge del brigadier Ben Ritchie Hook a la trilogia Sword of Honor. L'Oxford Dictionary of National Biography el va descriure així: "Amb el seu pegat negre i la màniga buida, Carton de Wiart era un pirata elegant i es va convertir en una figura de llegenda".

## Primers anys
Carton de Wiart va néixer en una família aristocràtica a Brussel·les, el 5 de maig de 1880, fill gran de Léon Carton de Wiart (1854-1915), advocat i magistrat, i Ernestine Wenzig (1860–1886), encara que l'època es creia àmpliament que era un fill il·legítim del rei Leopold II. Va passar la seva infantesa a Bèlgica i a Anglaterra.
La mort de la seva mare irlandesa, quan tenia sis anys, va portar al seu pare a traslladar la família a El Caire perquè el seu pare pogués exercir a les corts mixtes d'Egipte. Això va portar els primers biògrafs a suposar que la seva mare havia mort el 1886; tanmateix, en investigacions posteriors es va establir que els seus pares s'havien divorciat aquell any i que la seva mare es va tornar a casar amb Demòstenes Gregory Cuppa més tard el 1886. En el seu càrrec d'advocat, magistrat i director de la Companyia de Ferrocarrils Elèctrics del Caire i Heliopolis Oases, el seu pare estava ben relacionat amb els cercles governamentals egipcis. Adrian Carton de Wiart va aprendre a parlar àrab.
Carton de Wiart era catòlic romà. El 1891, la seva madrastra anglesa l'envià a un internat a Anglaterra, la Oratory School catòlica, fundada per John Henry Newman. A partir d'aquí, va anar al Balliol College, Oxford, però va deixar-ho per allistar-se a l'exèrcit britànic en el moment de la Segona Guerra Bòer cap al 1899, on va ingressar sota el fals nom de "Trooper Carton", afirmant que tenia 25 anys. La seva edat real no era més de 20.

### Segona Guerra Bòer
Carton de Wiart va ser ferit a l'estómac i l'engonal a Sud-àfrica a principis de la Segona Guerra Bòer i va ser retornat a casa seva. El seu pare estava furiós quan va saber que el seu fill havia abandonat la universitat, però va permetre que es quedés a l'exèrcit. Després d'un altre breu període a Oxford, on Aubrey Herbert es trobava entre els seus amics, se li va lliurar una comissió en el Segon de Cavalleria Lleugera Imperial. Va tornar a l'acció a Sud-àfrica i el 14 de setembre de 1901 va rebre una comissió regular com a segon tinent del 4t Regiment de Guràdies Dragons.
Carton de Wiart va ser traslladat a l'Índia el 1902. Va gaudir d'esports, especialment el tir i la cacera del porc.

## Caràcter, interessos i vida a l'exèrcit d'Eduard VII
Les greus ferides de Carton de Wiart a la guerra Bòer li van inculcar un gran desig d'estar en forma física i va córrer, caminar i va practicar esports de forma regular.
Després que el seu regiment fos transferit a Sud-àfrica, va ser ascendit a tinent súpernumerari el 16 de juliol de 1904 i nomenat ajudant de camp del comandant en cap, Sir Henry Hildyard, el juliol següent. Ell mateix descriu aquest període que va durar fins a 1914 com el seu "Apogeu", títol del 3r capítol de la seva autobiografia. Les seves funcions com a ajudant de camp li van donar temps per al polo, un altre dels seus interessos.
El 1907, tot i que Carton de Wiart ja havia servit a l'exèrcit britànic durant vuit anys, havia romàs com a súbdit belga. El 13 de setembre d'aquell any va fer el jurament d'adscripció a Eduard VII i es va naturalitzar formalment britànic.
Carton de Wiart estava ben connectat als cercles europeus, els seus dos cosins més propers eren el comte Henri Carton de Wiart, primer ministre de Bèlgica de 1920 a 1921, i el baró Edmond Carton de Wiart, secretari polític del rei de Bèlgica i director de La Société Générale de Belgique. Durant la seva estada, va viatjar extensament al centre d'Europa, utilitzant les seves connexions aristocràtiques catòliques per disparar en finques de Bohèmia, Àustria, Hongria i Baviera.
Al seu retorn a Anglaterra va conèixer, entre d'altres, el futur mariscal de camp, Sir Henry Maitland Wilson, i el futur mariscal de l'aire, Sir Edward Leonard Ellington. Va ser ascendit a capità el 26 de febrer de 1910. El duc de Beaufort era coronel honorari dels Royal Gloucestershire Hussars i, des de l'1 de gener de 1912 fins a la seva partida per Somaliland el 1914, Carton de Wiart va servir com ajudant del regiment.
El 1908 es va casar amb la comtessa Friederike Maria Karoline Henriette Rosa Sabina Franziska Fugger von Babenhausen (1887 Klagenfurt - 1949 Viena), la filla major de Karl, 5è Fürst (Príncep) von Fugger-Babenhausen i la Princesa Eleonora zu Hohenlohe-Bartenstein und Jagstberg de Klagenfurt, Àustria. Van tenir dues filles, la més gran de les quals Anita (nascuda el 1909, mort) va ser l'àvia materna del corresponsal de guerra Anthony Loyd (nascut el 1966).
En les seves memòries, Happy Odyssey, Carton de Wiart no fa referència a la seva dona o filles.

## Primera Guerra Mundial

### Campanya de Somalilàndia
Quan va esclatar la Primera Guerra Mundial, Carton de Wiart es dirigia cap a la Somalilàndia Britànica, on hi tenia lloc una guerra de baix nivell contra els seguidors de Mohammed bin Abdullah, anomenat «Mul·là Boig» (Mad Mullah) pels britànics. Carton de Wiart va ser secundat al Somaliland Camel Corps.  Un oficial del cos era Hastings Ismay, més tard Lord Ismay, assessor militar de Churchill.
En un atac contra un fort enemic a Shimbiris, Carton de Wiart va rebre dos trets a la cara, amb els quals va perdre l'ull i també una part de l'orella. El 15 de maig de 1915 va ser guardonat amb l'Orde del Servei Distingit.
En assabentar-se de la mort del "Mul·là Boig·, Carton de Wiart afirmà que "sentia una sensació d'una pèrdua personal real", perquè el "Mul·là Boig" era "una benedicció per als oficials amb ganes de lluitar i un saldo bancari inestable o inexistent".

### Front Occidental
El febrer de 1915 va embarcar en un vaixell de vapor cap a França. Carton de Wiart va participar en els combats al front occidental, comandant successivament tres batallons d'infanteria i una brigada. Va ser ferit set vegades més a la guerra, va perdre la mà esquerra el 1915 i es va arrencar els dits quan un metge va declinar amputar-los-hi. Va rebre un tret al crani i al turmell en la batalla del Somme, ael maluc en la batalla de Passchendaele, a la cama a Cambrai i a l'orella a Arràs. Va anar a l'infermeria de Sir Douglas Shield per recuperar-se de les seves ferides.
Carton de Wiart va ser ascendit a major interí el març de 1916. Posteriorment va assolir el rang de tinent coronel temporal el 18 de juliol, va ser ascendit a major l'1 de gener de 1917 i va ser ascendit a general de brigada temporal el 12 de gener de 1917.Va ser nomenat oficial de l'Orde de la Corona de Bèlgica a l'abril de 1917. El 3 de juny de 1917, Carton de Wiart va ser ascendit a tinent-coronel. El 18 de juliol, va ser promocionat al substantiu rang de major dels Dragon Guards.
Va ser guardonat amb la Creu de Guerra belga el març de 1918 i va ser nomenat company de l'Orde de Sant Miquel i Sant Jordi a la llista d'honors de l'aniversari del rei.
Tres dies abans del final de la guerra, el 8 de novembre, Carton de Wiart va rebre el comandament d'una brigada amb el rang de general de brigada temporal. Arthur Bullock dona una viva descripció de primera mà de la seva arribada: «Els calfreds van recórrer l'esquena de tothom a la brigada, perquè tenia un historial incomparable com a menjador de foc, sense trobar cap possibilitat de llançar els homes sota el seu comandament a les lluites que passessin.» Bullock recorda com el batalló semblava «molt més desgastat» quan van desfilar per la inspecció del general de brigada. Va arribar «a cavall amb el capell inclinat en un angle elegant i una ombra al lloc on hi havia hagut un dels seus ulls». També li faltaven dues extremitats i tenia onze cicatrius. Bullock, el primer home a la línia d'inspecció, assenyala que Carton de Wiart, tot i tenir només un ull, li va ordenar que es canviés el cordill de la sabata.

### Creu Victòria
Carton de Wiart va rebre la Creu Victòria, el màxim guardó al valor en combat que es pot atorgar a les forces de l'Imperi Britànic, l'any 1916. Tenia 36 anys i era tinent coronel provisional a la 4a Guàrdia de Dragons (Royal Irish) de l'exèrcit britànic, adscrit al regiment de Gloucestershire, al comandament del 8è batalló, quan van tenir lloc els següents fets el 2 i 3 de juliol de 1916 a La Boiselle, França, tal com consta a la citació oficial:
| «                                        | Capt. (temp. Lt.-Col.) Adrian Carton de Wiart, D.S.O., Dn. Gds. For most conspicuous bravery, coolness and determination during severe operations of a prolonged nature. It was owing in a great measure to his dauntless courage and inspiring example that a serious reverse was averted. He displayed the utmost energy and courage in forcing our attack home. After three other battalion Commanders had become casualties, he controlled their commands, and ensured that the ground won was maintained at all costs. He frequently exposed himself in the organisation of positions and of supplies, passing unflinchingly through fire barrage of the most intense nature. His gallantry was inspiring to all. | » |
| — London Gazette, 9 de setembre de 1916. | |   |

|col2=Capità (temp. Tinent-Col.) Adrian Carton de Wiart, D.S.O., Dn. Gds.
Per a la valentia, la frescor i la determinació més conspicues durant les operacions severes de caràcter prolongat. Va ser degut en gran manera al seu coratge intrépida i al seu exemple inspirador que es va evitar un greu revés. Va mostrar la màxima energia i coratge en forçar el nostre atac a casa. Després que altres tres comandants de batalló es van convertir en baixes, va controlar els seus comandaments i es va assegurar que el terreny guanyat es mantingués a tota costa. Es va exposar amb freqüència en l'organització de posicions i d'avituallaments, passant sense cap mena de dubte per un bombardeig de la més intensa naturalesa. La seva galanteria era inspiradora per a tothom.|llengua1=(anglès)|llengua2=(català)}}
La seva Creu Victòria es mostra al National Army Museum de Chelsea.

### 1916-1918
Carton de Wiart va ser ascendit a major temporal el març de 1916, i al grau de tinent coronel temporal el 18 de juliol, va ser titulat a major l'1 de gener de 1917 i va ser ascendit a general de brigada temporal el 12 de gener de 1917. Va ser nomenat Oficial de l'orde de la Corona de Bèlgica l'abril de 1917. El 3 de juny de 1917, Carton de Wiart va rebre el títol de tinent coronel. El 18 de juliol, va ser ascendit al rang substantiu de major a la Guàrdia Dragons. Va rebre la Creu de Guerra belga el març de 1918, i va ser nomenat company de l'Orde de Sant Miquel i Sant Jordi a la llista d'honors de l'aniversari del rei al juny.
El 8 de novembre, només tres dies abans del final de la guerra, Carton de Wiart va rebre el comandament d'una brigada amb el rang de general de brigada temporal. A.S. Bullock fa una vívida descripció de primera mà de la seva arribada: "Els calfreds van passar per l'esquena de tots els membres de la brigada, ja que tenia un rècord insuperable com a tragador de foc, sense perdre cap possibilitat de llançar els homes sota el seu comandament a qualsevol lluita que succeís. anar-hi. Bullock recorda com el batalló es veia "molt pitjor de desgast" quan van desfilar per a la inspecció del general de brigada. Va arribar "amb una panotxa animada amb la gorra inclinada en un angle descarat i una ombra sobre el lloc on havia estat un dels seus ulls". També li faltaven dues extremitats i tenia onze ratlles de ferides. Bullock, el primer home a la fila per a la inspecció, assenyala que Carton de Wiart, tot i tenir només un ull, li va ordenar que es canviés el cordó de la bota.

## L'era posterior a la Primera Guerra Mundial i la missió polonesa
Al final de la guerra, Carton de Wiart va ser enviat a Polònia com a segon al comandament de la Missió Militar Britànico-Polonesa sota el comandament del general Louis Botha. Carton de Wiart va ser nomenat Company de l'orde del Bany a la Llista d'Honors de l'Aniversari del Rei de 1919. After Després d'un breu període, va substituir el general Botha a la missió a Polònia.
Polònia necessitava desesperadament suport, ja que estava compromesa amb la Rússia bolxevic a la Guerra poloneso-soviètica, amb els ucraïnesos a la Guerra poloneso-ucraïnesa, amb els lituans a la Guerra Polonesolituana i els txecs als conflictes fronterers txec-polonesos. Allà va conèixer el pianista Ignacy Jan Paderewski, el mariscal Józef Piłsudski, cap d'estat i comandant militar, i el general Maxime Weygand, cap de la missió militar francesa a mitjans de 1920. Els nacionalistes ucraïnesos sota el comandament de Símon Petliura assetjaven la ciutat de Lwów. Una de les seves tasques poc després de l'arribada de Carton de Wiart va ser intentar fer la pau entre els polonesos i els ucraïnesos; les converses de pau no van tenir èxit.
Des d'allà, va anar a París per informar al primer ministre britànic, David Lloyd George, i al general Sir Henry Wilson, sobre la situació polonesa. Lloyd George no simpatitzava amb Polònia i, per a gran disgust de Carton de Wiart, Gran Bretanya no va enviar gairebé cap subministrament militar. Després va tornar a Polònia i va viure moltes més aventures al front, aquesta vegada a la zona bolxevic, on la situació era greu i Varsòvia amenaçada. Durant aquest temps va tenir una interacció significativa amb el nunci (degà del cos diplomàtic del Vaticà) cardenal Achille Ratti, que volia el consell de Carton de Wiart sobre si evacuar el cos diplomàtic de Varsòvia. Els diplomàtics es van traslladar a Poznań, però els italians van romandre a Varsòvia juntament amb Ratti.
A partir de tots aquests afers, Carton de Wiart va desenvolupar una simpatia amb els polonesos i va donar suport a les seves reivindicacions sobre la Galítsia oriental . Això va causar un desacord amb Lloyd George en la seva següent reunió, però va ser apreciat pels polonesos. En un moment de la seva estada a Varsòvia, va ser segon en un duel entre membres polonesos del Mysliwski Club, l'altre segon va ser el baró Carl Gustaf Emil Mannerheim, més tard comandant en cap dels exèrcits finlandesos a la Segona Guerra Mundial i president de Finlàndia. Norman Davies informa que ell (Carton de Wiart) va ser "compromes en una operació de tràfic d'armes des de Budapest utilitzant carros de guerra robats".
Es va fer proper al líder polonès, el mariscal Piłsudski. Després d'un accident aeri que li va provocar un breu període de captiveri lituà, va tornar a Anglaterra per informar, aquesta vegada al secretari d'Estat de Guerra, Winston Churchill. Va transmetre la predicció de Churchill Piłsudski que l'ofensiva russa blanca sota el general Anton Denikin dirigida a Moscou fracassaria, i així va ser poc després. Churchill era més comprensiu amb les necessitats poloneses que Lloyd George i va aconseguir, malgrat les objeccions de Lloyd George, enviar material a Polònia.
El 27 de juliol de 1920, Carton de Wiart va ser nomenat ajudant de camp del rei i ascendit a coronel. Va estar actiu a l'agost de 1920, quan l'Exèrcit Roig era a les portes de Varsòvia. Mentre era al seu tren d'observació, va ser atacat per un grup de cavalleria roja i els va repel•lir amb el seu revòlver des del peu del seu tren, en un moment donat caient a la via i tornant a pujar ràpidament.
Quan els polonesos van guanyar la guerra, la Missió Militar Britànica es va dissoldre. Carton de Wiart va ser ascendit a general de brigada temporal i també nomenat al rang local de major general l'1 de gener. Va ser ascendit al rang substantiu de coronel el 21 de juny de 1922, amb antiguitat des del 27 de juliol de 1920 i va renunciar al seu rang local de major general l'1 d'abril de 1923, passant a mitja paga com a coronel al mateix temps. Carton de Wiart es va retirar oficialment de l'exèrcit el 19 de desembre, amb el rang honorari de major general.

## Cavaller polonès (1924–1939)
El seu darrer ajudant de camp polonès va ser el príncep Karol Mikołaj Radziwiłł, membre de la família Radziwiłł que va heretar una gran finca de 200.000 hectàrees a l'est de Polònia quan els comunistes van matar el seu oncle. Es van fer amics i a Carton de Wiart se li va donar l'ús d'una gran finca anomenada Prostyń, als aiguamolls de Pripet, una zona d'aiguamolls més gran que Irlanda i envoltada d'aigua i boscos. En aquest lloc, Carton de Wiart va passar la resta dels anys d'entreguerres. A les seves memòries va dir: "En els meus quinze anys als aiguamolls no vaig perdre ni un sol dia sense caçar".
Després de 15 anys, la pacífica vida polonesa de Carton de Wiart es va veure interrompuda per la guerra imminent, quan va ser cridat el juliol de 1939 i nomenat al seu antic càrrec, com a cap de la Missió Militar Britànica a Polònia. Polònia va ser atacada per l'Alemanya nazi l'1 de setembre i el 17 de setembre els soviètics aliats amb Alemanya van atacar Polònia des de l'est. Aviat les forces soviètiques van envair Prostyń i Carton de Wiart va perdre totes les seves armes, canyes de pescar, roba i mobles. Els soviètics els van empaquetar i els van guardar al Museu de Minsk, però els alemanys els van destruir en combats posteriors. Mai més va tornar a veure la zona, però com va dir "no van aconseguir prendre'm els records".

## Segona Guerra Mundial

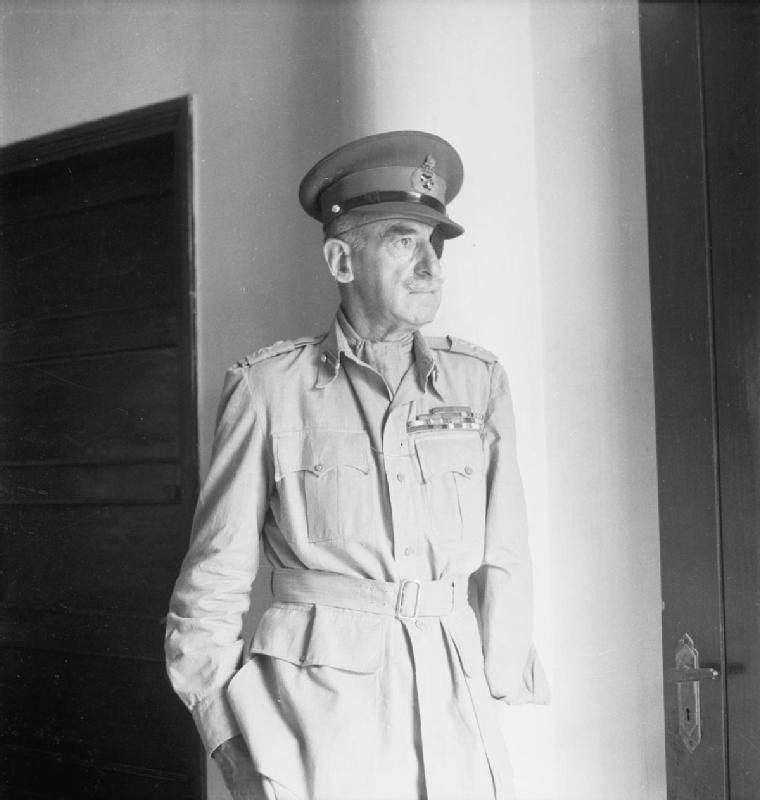
Adrian Carton de Wiart durant la Segona Guerra Mundial, fotografiat per Cecil Beaton

### Campanya de Polònia (1939)
Carton de Wiart es va reunir amb el comandant en cap polonès, el mariscal de Polònia Edward Rydz-Śmigły, a finals d'agost de 1939 i es va formar una opinió força baixa de les seves capacitats. Va instar fermament a Rydz-Śmigły a retirar les forces poloneses més enllà del riu Vístula, però no va tenir èxit.  L'altre consell que va oferir, que les unitats de navegació marítima de la flota polonesa abandonessin el mar Bàltic, va ser, després de moltes discussions, finalment adoptat. Aquesta flota va fer una contribució significativa a la causa aliada, especialment els diversos destructors i submarins moderns.
A mesura que la resistència polonesa s'afeblia, Carton de Wiart va evacuar la Missió Britànica de Varsòvia juntament amb el govern polonès, perseguit tant pels alemanys com pels soviètics. El seu comboi de cotxes va ser atacat per la Luftwaffe a la carretera, l'esposa d'un dels seus ajudants va morir i ell va córrer el perill de ser arrestat a Romania i només va sortir en avió el 21 de setembre amb un passaport fals, just a temps, ja que el primer ministre romanès proaliat, Armand Călinescu, va ser assassinat aquell mateix dia

### Campanya de Noruega (1940)
Cridat a una cita especial a l'exèrcit a la tardor de 1939, Carton de Wiart va tornar al seu antic rang de coronel i se li va concedir el rang de major general interí el 28 de novembre. Després d'un breu període al comandament de la 61a Divisió a les Midlands angleses, Carton de Wiart va ser cridat l'abril de 1940 per fer-se càrrec d'una força anglofrancesa reunida a corre-cuita per ocupar Namsos, una petita ciutat al centre de Noruega. Les seves ordres eren prendre la ciutat de Trondheim, a 200 km al sud, juntament amb un atac naval i un avanç des del sud de les tropes desembarcades a Åndalsnes. Va volar a Namsos per reconèixer la ubicació abans que arribessin les tropes. Quan el seu hidroavió Short Sunderland va aterrar, va ser atacat per un caça alemany i el seu ajudant va resultar ferit i va haver de ser evacuat. Després del desembarcament de les tropes alpines franceses  (sense les mules de transport i sense corretges per als esquís), la Luftwaffe va bombardejar i destruir la ciutat de Namsos.

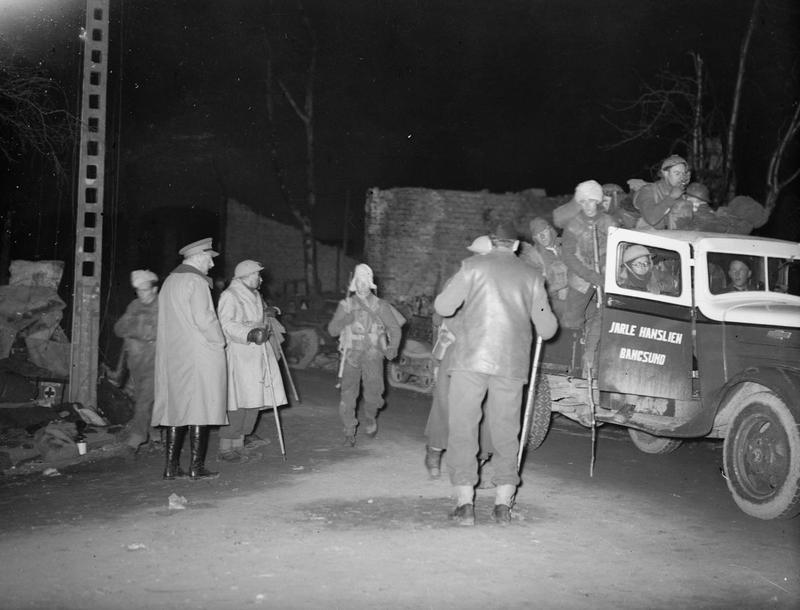
Soldats britànics al moll de Namsos esperant l'evacuació de Noruega. A l'esquerra hi ha el major general Carton de Wiart.

Malgrat aquests inconvenients, Carton de Wiart va aconseguir moure les seves forces per sobre de les muntanyes i fins al fiord de Trondheim, on van ser bombardejats pels destructors alemanys. No tenien artilleria per desafiar els vaixells alemanys. Aviat va quedar clar que tota la campanya noruega s'estava convertint ràpidament en un fracàs. L'atac naval a Trondheim, la raó del desembarcament dels Namsos, no es va dur a terme i les seves tropes van quedar exposades sense armes, transport, cobertura aèria ni esquís en un pam i mig de neu. Estaven sent atacats per tropes d'esquí alemanyes, metrallades i bombardejades des de l'aire, i la Kriegsmarine estava desembarcant tropes a la seva rereguarda. Va recomanar la retirada, però se li va demanar que mantingués la seva posició per motius polítics, cosa que va fer.
Després d'ordres i contraordres de Londres, es va prendre la decisió d'evacuar. Tanmateix, en la data fixada per evacuar les tropes, els vaixells no van aparèixer. La nit següent finalment va arribar una força naval, liderada a través de la boira per Lord Louis Mountbatten. Els transports van evacuar amb èxit tota la força enmig d'un intens bombardeig dels alemanys, que va provocar l'enfonsament de dos destructors: el Bison francès i el HMS Afridi britànic. Carton de Wiart va tornar a la base naval britànica de Scapa Flow, a les illes Òrcades, el 5 de maig de 1940, dia del seu 60è aniversari.

### Irlanda del Nord
Carton de Wiart va ser destinat de nou al comandament de la 61a Divisió, que aviat va ser transferida a Irlanda del Nord com a defensa contra la invasió. Tanmateix, després de l'arribada del tinent general Sir Henry Pownall com a comandant en cap a Irlanda del Nord, es va dir a Carton de Wiart que era massa gran per comandar una divisió en servei actiu.

### Missió militar britànica a Iugoslàvia (1941)
Ascendit a major general temporal el 28 de novembre de 1940, va romandre inactiu molt breument, ja que va ser nomenat cap de la Missió Militar Britànico-Iugoslava el 5 d'abril de 1941. Hitler es preparava per envair el país i els iugoslaus van demanar ajuda britànica. Carton de Wiart va viatjar en un bombarder Vickers Wellington a Belgrad per negociar amb el govern iugoslau. Després de reabastir-se de combustible a Malta, l'avió va partir cap al Caire amb territori enemic al nord i al sud. Tots dos motors van fallar davant la costa de la Líbia controlada per Itàlia, i l'avió es va estavellar al mar a aproximadament una milla de terra. Carton de Wiart va quedar inconscient, però l'aigua freda el va fer recuperar la consciència. Quan l'avió es va trencar i es va enfonsar, ell i la resta de bord es van veure obligats a nedar fins a la costa. Van ser capturats per les autoritats italianes.

### Presoner de guerra a Itàlia (1941–1943)
Carton de Wiart va ser un presoner d'alt perfil. Després de quatre mesos a la Villa Orsini de Sulmona, va ser transferit a una presó especial per a oficials superiors al Castello di Vincigliata . Hi havia diversos presoners d'oficials superiors a causa dels èxits aconseguits per Rommel al nord d'Àfrica a principis de 1941. Carton de Wiart va fer amistat, especialment amb el general Sir Richard O'Connor, amb el comte de Ranfurly, i el tinent general Philip Neame. En cartes a la seva dona, Lord Ranfurly va descriure Carton de Wiart en captivitat com "un personatge encantador" i va dir que "devia tenir el rècord de mal llenguatge". Ranfurly estava "infinitament divertit per ell. Realment és una bona persona, magníficament franc." Els quatre estaven decidits a escapar. Va fer cinc intents, inclosos set mesos excavant túnels. Carton de Wiart va aconseguir escapar una vegada de la captura durant vuit dies disfressat de pagès italià (era al nord d'Itàlia, no parlava italià i tenia 62 anys, un pegat a l'ull, una màniga buida i múltiples lesions i cicatrius).
Aleshores, en un desenvolupament sorprenent, Carton de Wiart va ser tret de la presó l'agost de 1943 i conduït a Roma. El govern italià planejava en secret abandonar la guerra i volia que Carton de Wiart enviés el missatge a l'exèrcit britànic sobre un tractat de pau amb el Regne Unit. Carton de Wiart havia d'acompanyar un negociador italià, el general Giacomo Zanussi , a Lisboa per reunir-se amb contactes aliats per negociar la rendició. Per mantenir la missió en secret, es va dir a Carton de Wiart que necessitava roba de civil. Desconfiant dels sastres italians, va declarar que "no tenia cap objecció, sempre que no s'assemblés a un gigolo." A Happy Odyssey, va descriure el vestit resultant com "tan bo com qualsevol que hagués sortit mai de Savile Row." Quan van arribar a Lisboa, Carton de Wiart va ser alliberat i es va dirigir a Anglaterra, on va arribar el 28 d'agost de 1943.

### Missió a la Xina (1943–1947)

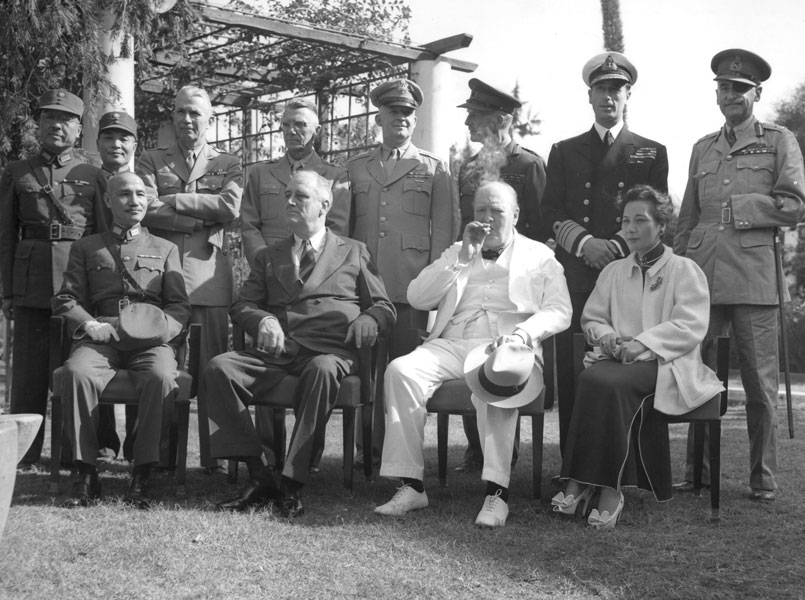
Carton de Wiart a la Conferència del Caire, darrere de Soong Mei-ling a la dreta. D'esquerra a dreta: el generalíssim Chiang Kai-shek, el president dels Estats Units Franklin Delano Roosevelt, el primer ministre britànic Winston Churchill i Soong Mei-ling. A la fila del darrere, els generals xinesos Chang Chen i Ling Wei; els generals americans Somervell, Stilwell i Arnold; i els oficials britànics superiors, el mariscal de camp Sir John Dill i l'almirall Lord Louis Mountbatten.

Al cap d'un mes de la seva arribada a Anglaterra, Carton de Wiart va ser convocat per passar una nit a la casa de camp del primer ministre a Chequers. Churchill el va informar que seria enviat a la Xina com a representant personal seu. Se li va concedir el rang de tinent general en funcions el 9 d'octubre, i va marxar en avió cap a l'Índia el 18 d'octubre de 1943. Les relacions anglo-xineses van ser difícils durant la Segona Guerra Mundial, ja que el Kuomintang havia demanat durant molt de temps la fi dels drets extraterritorials britànics a la Xina juntament amb la devolució de Hong Kong, sense que Churchill hagués rebut amb bons ulls cap de les dues propostes. A principis de 1942, Churchill va haver de demanar a Chiang Kai-shek que enviés tropes xineses per ajudar els britànics a mantenir Birmània sota control japonès, i després de la conquesta japonesa de Birmània, la Força X de cinc divisions xineses va acabar a l'est de l'Índia. Churchill no estava content amb que la Force X defensés l'Índia, ja que debilitava el prestigi del Raj, i en un intent de millorar les relacions amb la Xina, el primer ministre va considerar que un soldat experimentat en diplomàcia com Carton de Wiart seria el millor home per ser el seu representant personal a la Xina.
Com que el seu allotjament a la Xina no estava a punt, Carton de Wiart va passar un temps a l'Índia per comprendre la situació a la Xina, especialment rebent informació d'un autèntic tai-pan, John Keswick, cap del gran imperi comercial xinès Jardine Matheson. Es va reunir amb el virrei, el mariscal de camp vescomte Wavell i el general Sir Claude Auchinleck, el comandant en cap a l'Índia . També es va reunir amb Orde Wingate. Abans d'arribar a la Xina, Carton de Wiart va assistir a la Conferència del Caire de 1943 organitzada per Churchill, el president dels Estats Units Roosevelt i el generalíssim xinès Chiang Kai-shek.
Quan era al Caire, va aprofitar l'oportunitat per refer la seva relació amb Hermione, comtessa de Ranfurly, l'esposa del seu amic de l'època de presoner de guerra, Dan Ranfurly. Carton de Wiart va ser un dels pocs que va poder treballar amb el notòriament difícil comandant de les forces nord-americanes al teatre Xina-Birmània-Índia, el general de l'exèrcit nord-americà Joseph Stilwell. Va arribar a la seu del govern nacionalista xinès, Chongqing, a principis de desembre de 1943. Durant els tres anys següents, va participar en una sèrie de tasques d'informes, diplomàtiques i administratives a la remota capital en temps de guerra. Carton de Wiart es va convertir en un gran admirador del poble xinès. Va escriure que, quan va ser nomenat representant personal de Churchill a Chiang Kai-shek a la Xina, es va imaginar un país "ple de gent petita i capritxosa amb costums pintorescos que tallaven preciosos ornaments de jade i veneraven les seves àvies". Un cop destinat a la Xina, però, va escriure: «Dues coses em van impactar fortament: la primera va ser la quantitat de treball dur que feia la gent, i la segona la seva alegria en fer-ho».

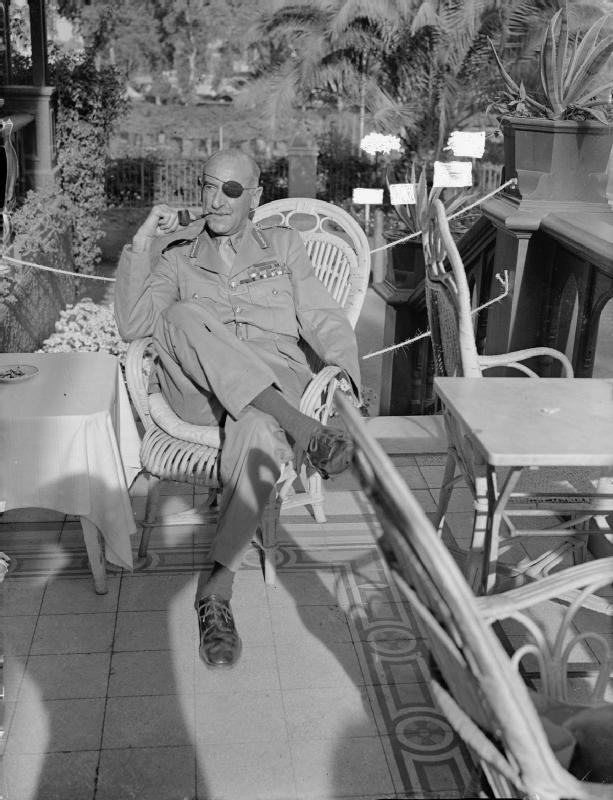
Carton de Wiart al Caire, 1943.

Volava regularment a l'Índia per enllaçar amb els funcionaris britànics. El seu vell amic, Richard O'Connor, havia escapat del camp de presoners de guerra italià i ara estava al comandament de les tropes britàniques a l'est de l'Índia. El governador de Bengala , l'australià Richard Casey, es va convertir en un bon amic.
El 9 d'octubre de 1944, Carton de Wiart va ser ascendit a tinent general temporal i al rang substantiu de guerra de major general. Carton de Wiart va tornar a casa el desembre de 1944 per informar al Gabinet de Guerra sobre la situació xinesa. Va ser nomenat Cavaller Comandant de l'Orde de l'Imperi Britànic (KBE) en els Honors de Cap d'Any de 1945. Clement Attlee, quan va esdevenir cap del govern laborista el juny de 1945, va demanar a Carton de Wiart que es quedés a la Xina.

#### Sud-est asiàtic
Carton de Wiart va ser assignat a una gira pel front de Birmània, i després de conèixer l'almirall Sir James Somerville, comandant en cap de la Flota Oriental Britànica, li van donar un seient davanter al pont del cuirassat HMS Queen Elizabeth per al bombardeig de Sabang a les Índies Orientals Neerlandeses el 1945, incloent-hi batalles aèries entre caces japonesos i avions de portaavions britànics.

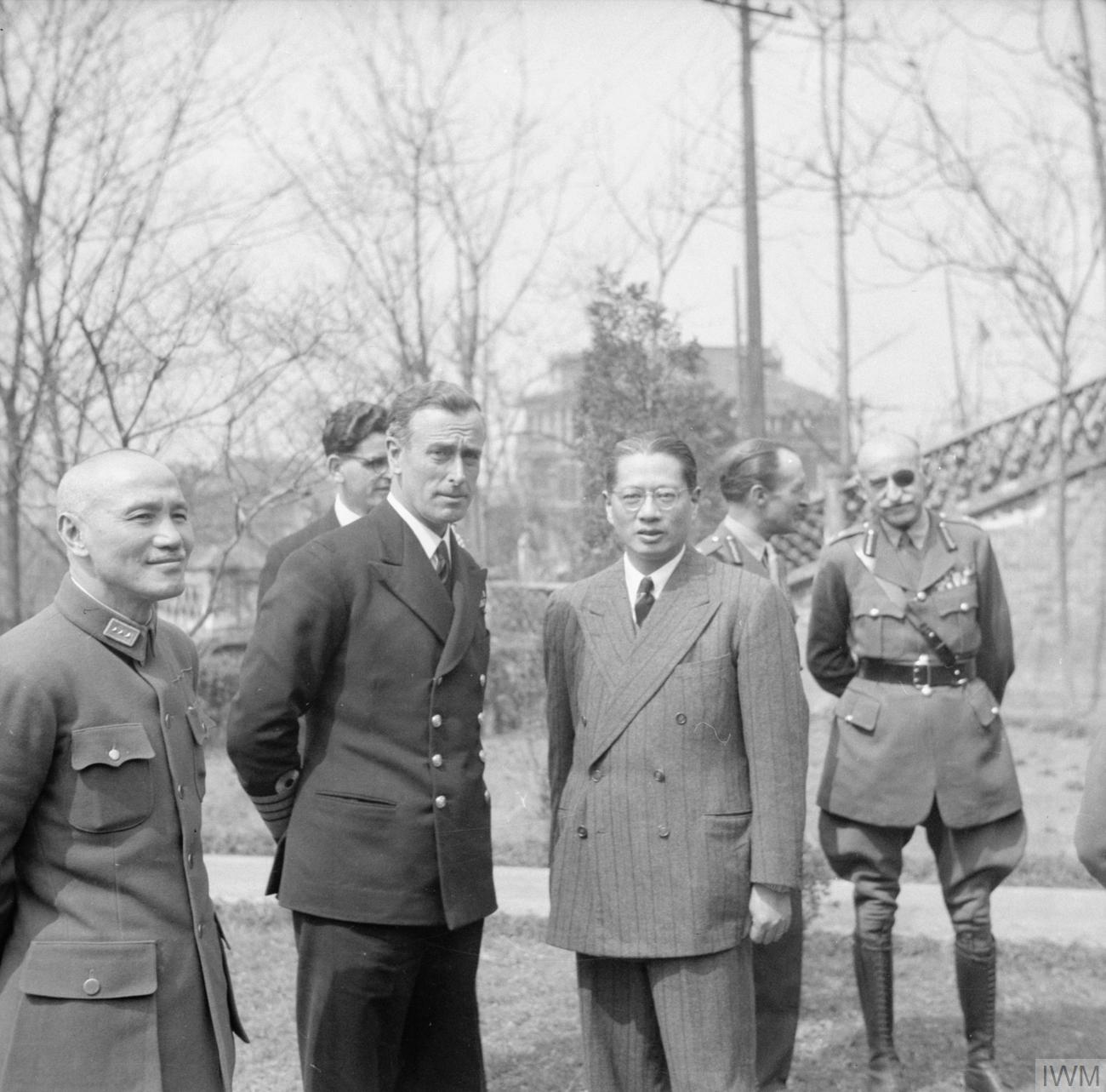
Comandant Suprem Aliat del Sud-est Asiàtic: Mountbatten amb el general Chiang Kai-shek (esquerra) i el Dr. TV Soong (dreta). Al fons hi ha el capità RV Brockman, el tinent general FAM Browning i el general Carton de Wiart VC a Chongqing..

Una bona part dels reportatges de Carton de Wiart tenien a veure amb el creixent poder dels comunistes xinesos. El periodista i historiador Max Hastings escriu: "De Wiart menyspreava tots els comunistes per principi, va denunciar Mao Zedong com a 'fanàtic' i va afegir: 'No puc creure que vagi de debò'. Va dir al gabinet britànic que no hi havia cap alternativa concebible a Chiang com a governant de la Xina". Es va trobar amb Mao Zedong a un sopar i va tenir un intercanvi memorable amb ell, interrompent el seu discurs de propaganda per criticar-lo per haver-se abstingut de lluitar contra els japonesos per motius polítics interns. Mao va quedar breument sorprès i després va riure.
Després de la rendició japonesa a l'agost de 1945, Carton de Wiart va volar a Singapur per participar en la rendició formal. Després d'una visita a Pequín, es va traslladar a Nanking, la capital nacionalista ara alliberada, acompanyat per Julian Amery, el representant personal del primer ministre britànic a Chiang. Una visita a Tòquio per reunir-se amb el general Douglas MacArthur va arribar al final del seu mandat. Ara tenia 66 anys i estava a punt de jubilar-se, malgrat l'oferta de feina de Chiang. Carton de Wiart es va retirar a l'octubre de 1947, amb el rang honorari de tinent general.

## Jubilació i mort
De camí a casa via la Indoxina francesa, Carton de Wiart es va aturar a Rangoon com a convidat del comandant de l'exèrcit. En baixar les escales, va relliscar sobre una estora de coco, va caure, es va trencar diverses vèrtebres i va perdre el coneixement. Va ser ingressat a l'Hospital de Rangoon , on va rebre tractament.
La seva primera esposa va morir el 1949. El 1951, als 71 anys, es va casar amb Ruth Myrtle Muriel Joan McKechnie, una divorciada coneguda com a Joan Sutherland, 23 anys més jove que ell (nascuda a finals de 1903, va morir el 13 de gener de 2006 als 102 anys). Es van establir a Aghinagh House , Killinardrish, comtat de Cork , Irlanda
Carton de Wiart va morir als 83 anys el 5 de juny de 1963. No va deixar cap paper. Ell i la seva dona Joan estan enterrats al cementiri de Caum, just al costat de la carretera principal de Macroom. La tomba es troba just fora del mur del cementiri, als terrenys de casa seva, Aghinagh House. El testament de Carton de Wiart es va valorar en la validació testamentària a Irlanda en 4.158 lliures i a Anglaterra en 3.496 lliures.

## Publicacions
- Happy Odyssey: The Memoirs of Lieutenant-General Sir Adrian Carton de Wiart, Jonathan Cape, 1950.

## A la cultura popular
Carton de Wiart és el tema de la cançó del 2022 "The Unkillable Soldier" de la banda sueca de power metal Sabaton al seu àlbum The War to End all Wars.

## Dates de promoció
Tinent de 2a - 14 de setembre de 1901
 Tinent - 16 de juliol de 1904
 Capità - 26 de febrer de 1910
 Major - març de 1916
 Tinent Coronel - 3 de juny de 1917 (en funcions: 18 de juliol de 1916)
 Coronel - 21 de juny de 1922 (provisional: 27 de juliol de 1920; antiguitat des del 27 de juliol de 1920)
 Brigadier -  8 de novembre de 1918 (en funcions)
 Major General - l'1 de gener de 1922 (temporal); 28 de novembre de 1942 (temporal)
 Tinent General – 9 d'octubre de 1943 (temporal)

## Condecoracions
Carton de Wiart va rebre diversos premis:
 Creu Victòria - 1916
  Cavaller Comandant de l'Orde de l'Imperi Britànic – Honors de Cap d'Any 1945
 Company de l'orde del Bany – Honors de Cap d'Any 1919
 Company de l'Orde de Sant Miquel i Sant Jordi - Honors d'aniversari 1919
 Company de l'Orde del Servei Distingit - 1915
 Medalla de la Reina de Sud-àfrica  amb fermalls "South Africa 1901," "Transvaal," "Orange Free State" i "Cape Colony"
 Medalla del Servei General a l'Àfrica amb fermall "Shimber Berris 1914–15"
 Estrella de 1914
 Medalla Britànica de la Guerra 1914-20
 Medalla de la Victòria amb fulla de roure de bronze per ser Mencionat als Despatxos
 Estrella de 1939-45
 Estrella d'Àfrica
 Estrella de Birmània
 Estrella d'Itàlia
 Medalla de la Guerra 1939-1945 amb fulla de roure de bronze per ser Mencionat als Despatxos
 Medalla de la Coronació del Rei Jordi VI - 1937
 Medalla de la Coronació de la Reina Elisabet II - 1953
 Oficial de l'orde de la Corona (Bèlgica) - 1917
 Creu de Guerra 1914–1918 (Bèlgica) - 1918
 Creu de Plata de l'orde Virtuti Militari (Polònia) - 1920
 Creu al Valor (Polònia) – Dues concessions (1920, 1941)
 Comandant de la Legió d'Honor (França)
 Creu de Guerra 1939–1945 (França) amb palma de bronze per menció als despaxos a nivell d'exèrcit